# Mue (squamate)
Pour les articles homonymes, voir Mue.

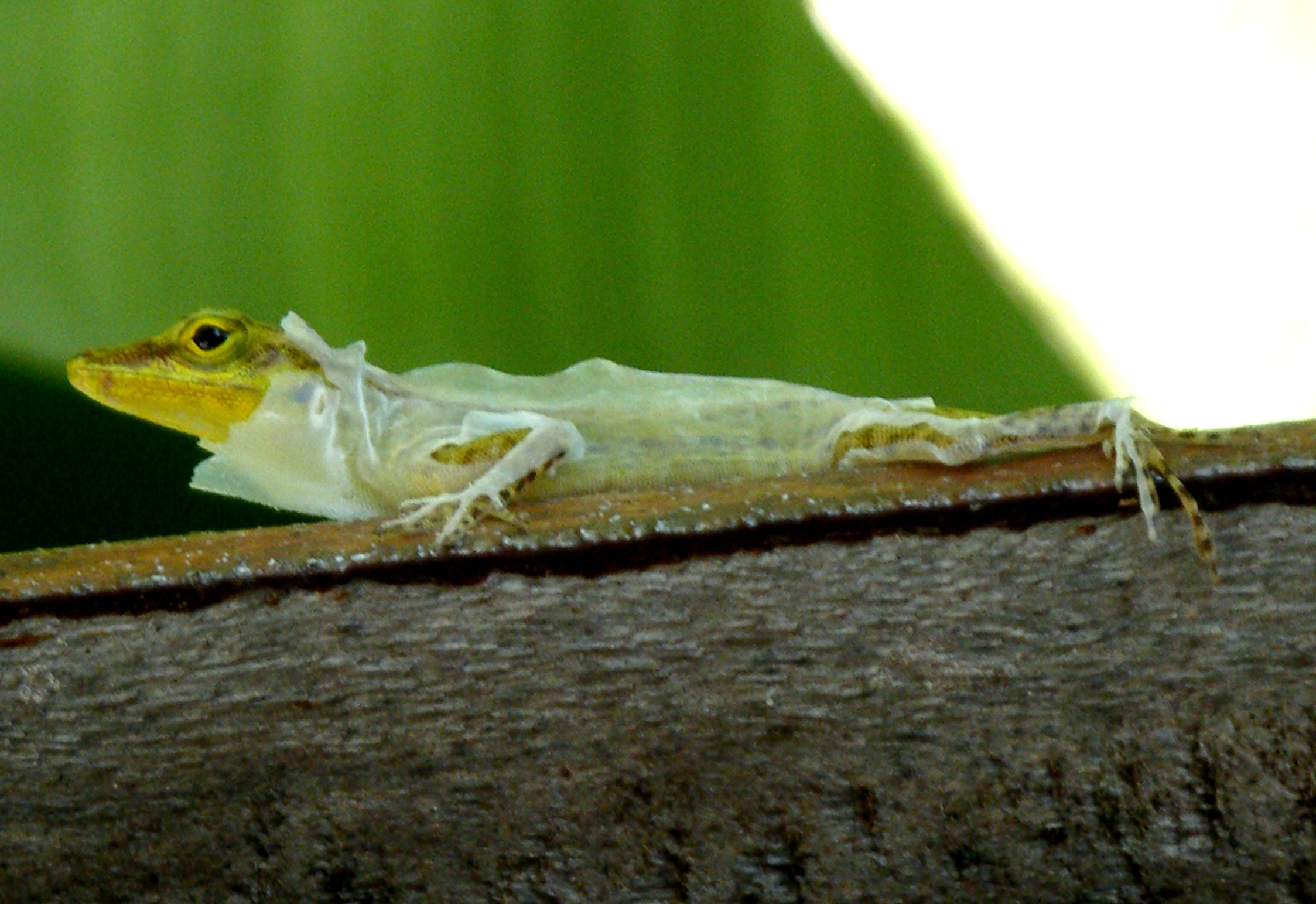
Mue d'un Anolis marmoratus

La mue est le remplacement de la peau de certains reptiles appartenant à l'ordre des squamates, ordre qui comprend entre autres les lézards et les serpents.
La mue désigne à la fois, l’exuviation, la perte de l'ancienne peau en tant que phénomène (on dit alors d'un reptile « qu'il est en train de muer ») et l'ancienne peau elle-même, qui est aussi appelée exuvie.

## Causes
Les squamates ont une croissance continue tout au long de leur vie, même si cette croissance ralentit avec l'âge. Contrairement à de nombreux autres animaux, les squamates ne renouvellent pas leur peau en continu. Lorsque cette peau devient trop exiguë, elle se déchire et se détache de l'animal, remplacée en dessous par une autre nouvellement formée.

## Déroulement
Selon les animaux, la mue peut concerner tout le corps (chez les serpents en particulier où elle débute par l'écaille rostrale sur la lèvre supérieure de la bouche) ou seulement une ou plusieurs parties du corps. Dans ce dernier cas, la mue se déroule sur une période plus ou moins longue selon les espèces et les conditions externes. Les juvéniles muent plusieurs fois par an, la fréquence de mue variant en fonction de la nourriture, des conditions climatiques. Le serpent marin mue plus souvent que le serpent terrestre.
Durant cette période le reptile est en général vulnérable, car la peau peut entraver ses mouvements, voire sa vue. En effet, certains reptiles comme les serpents et les geckos sans paupières ont une écaille transparente sur l'œil qui mue également avec le reste de la peau.
Afin d'accélérer la mue, les serpents se frottent contre des pierres ou des branchages. Les geckos et certains lézards consomment également leur propre mue, tant pour accélérer celle-ci que pour récupérer des éléments nutritifs.

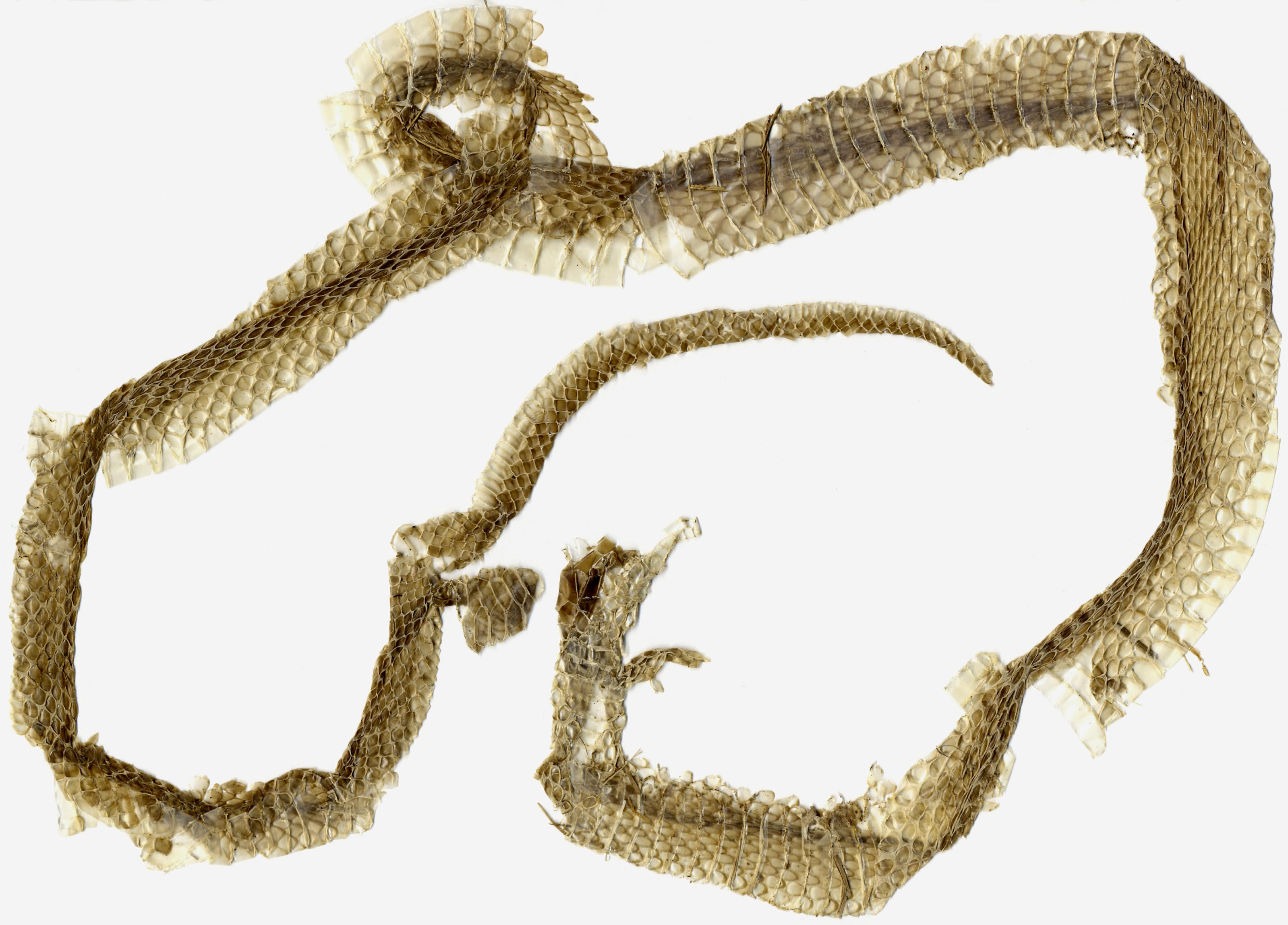
Exuvie d'un Natrix natrix
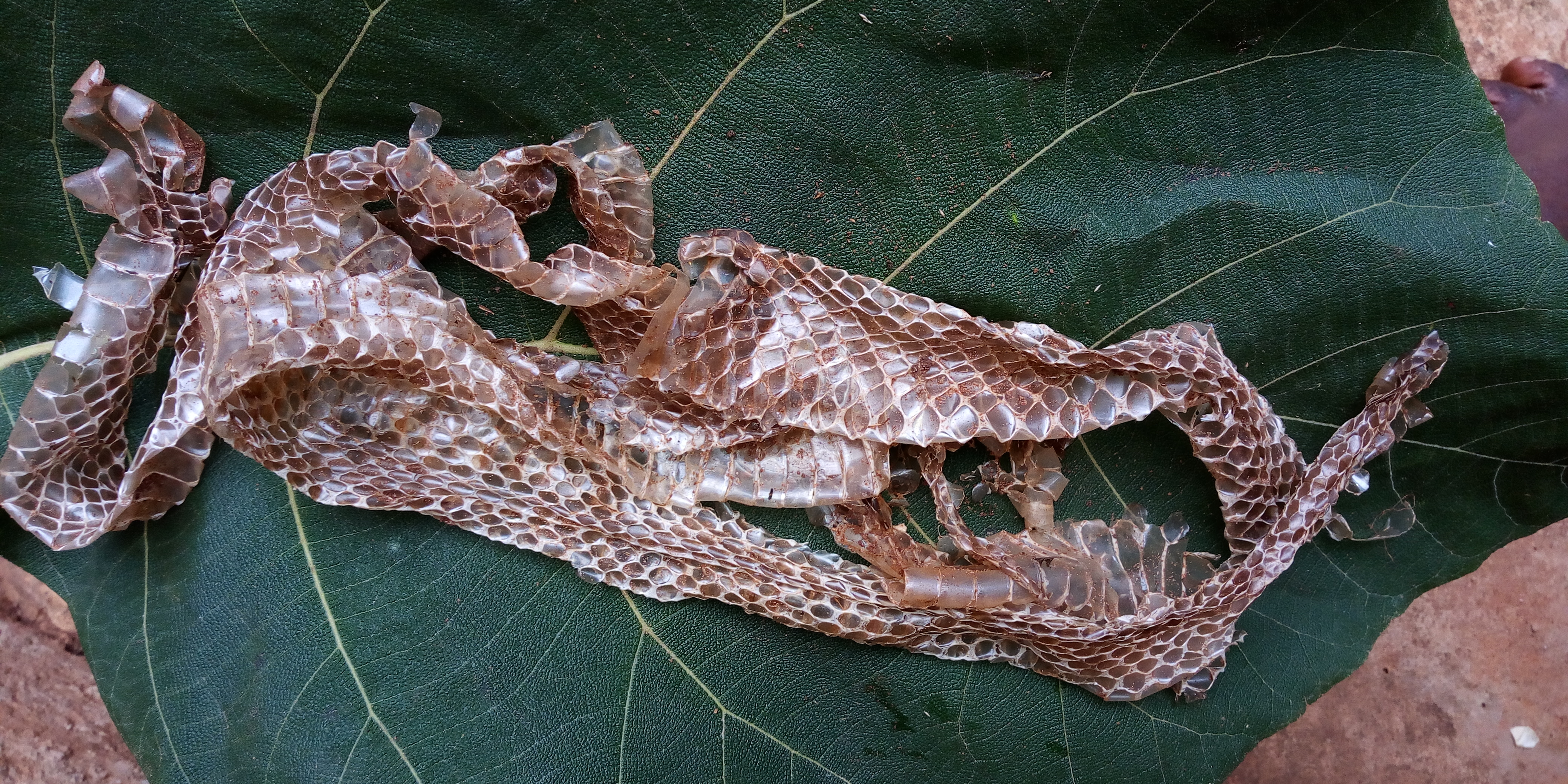
Peau de serpent après mue déposée sur une feuille dans champ au Bénin
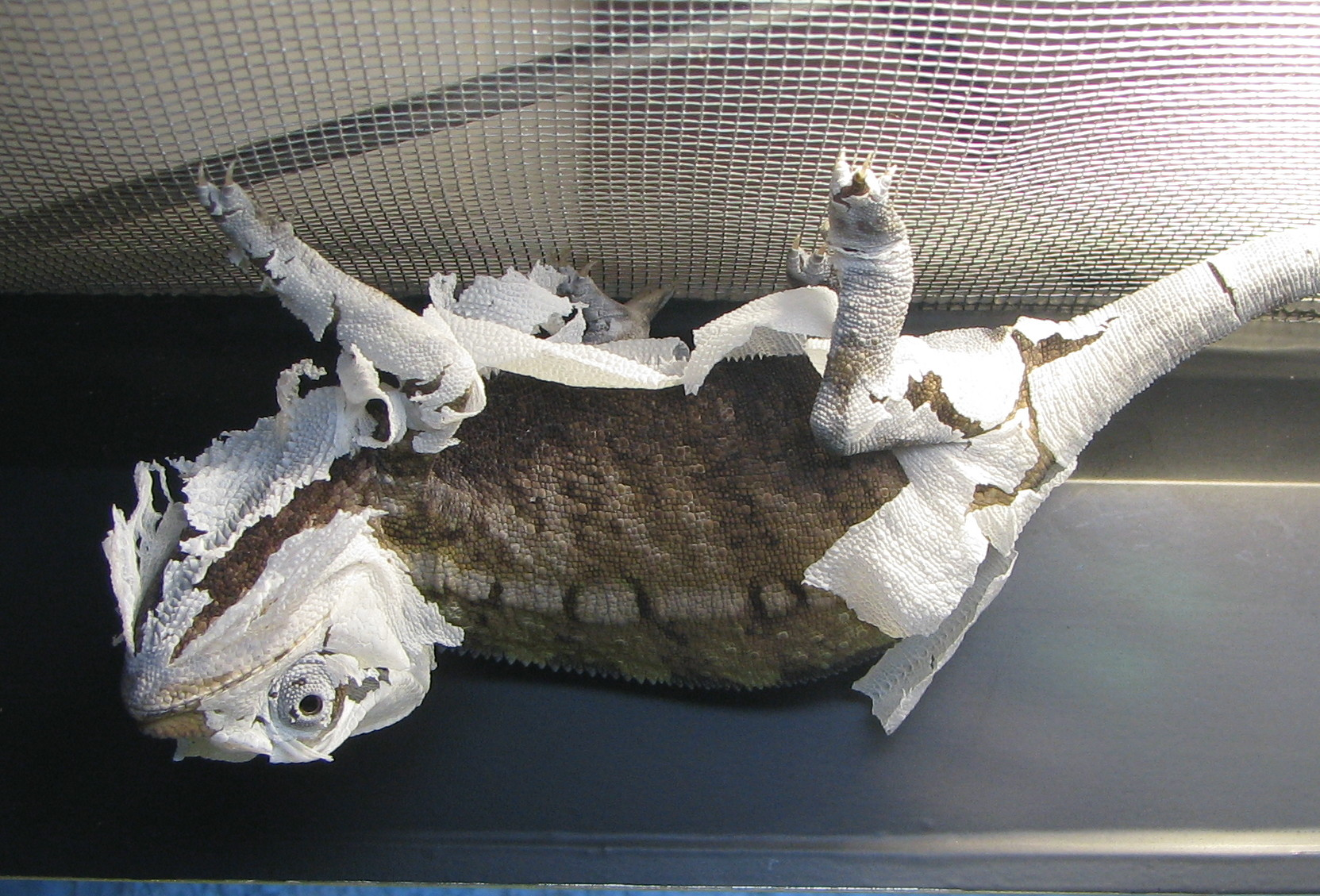
Caméléon juvénile en train de muer.

## Problèmes liés à la mue
Les reptiles sont très dépendants des conditions de température et d'hygrométrie. Des températures trop basses pour l'animal ou une hygrométrie trop faible ou trop forte peuvent fortement perturber la mue : c'est le phénomène de dysecdysis (it). Ces mauvaises conditions environnementales peuvent être très gênantes, par exemple chez les geckos arboricoles qui deviennent incapables d'escalader lorsque des problèmes de mue se produisent au niveau des pattes (seta), pénalisant ainsi la chasse ou la fuite.